# جوزيف أونغر
جوزيف أونغر (بالألمانية: Joseph Unger)‏ هو تربوي وقاضي وبروفيسور وسياسي نمساوي، ولد في 2 يوليو 1828 في فيينا في النمسا، وتوفي بنفس المكان في 2 مايو 1913. حزبياً، نشط في Constitutional Party (Austria) ‏.

## مناصب
- انتخب عضو مجلس النواب ‏.
- انتخب وزير (1871 – 1879).
- انتخب رئيس [الإنجليزية]‏ .
- انتخب عضو مجلس الشورى الموحد النمسا السفلى.